# Dejan Petrovič
Dejan Petrovič, slovenski nogometaš, * 12. januar 1998, Rače.
Petrovič je profesionalni nogometaš, ki igra na položaju vezista. Od leta 2023 je član hrvaškega kluba Rijeka, od leta 2020 pa tudi slovenske reprezentance. Pred tem je igral za slovenski Aluminij in avstrijski Rapid Wien. Skupno je v prvi slovenski ligi odigral 104 tekme in dosegel tri gole. Bil je tudi član slovenske reprezentance do 15, 16, 17, 18, 19 in 21 let ter reprezentance B.